# Anterogradna amnezija
Anterogradna amnezija (od lat. antero: prije, ispred + grade: korak i grč. amnēsía: zaboravljivost) oblik je amnezije koju obilježava nemogućnost prebacivanja informacija iz kratkoročnog u dugoročno pamćenje. Osoba koja pati od takvog oblika amnezije ne može stvoriti nova sjećanja događaja nastalih od njezinog nastupanja, odnosno zaboravlja ih čim oni više nisu u kratkoročnom skladištu.
Anterogradnu amneziju može uzrokovati primjerice trovanje ili udarac u glavu od kojeg nastaje oštećenje dijelova mozga uključenih u pohranu dugoročnih sjećanja.

## Lijekovi
Lijekovi koju induciraju, odnosno mogu uzrokovati, retrogradnu amneziju uključuju i beta-blokatore, u prvome redu propranolol. Propranolol se često koristi u preventivnom liječenju posljedica traumatskih iskustava jer prevenira prebacivanje kratkoročne memorije u dugoročnu. Neke studije pokazuju da je propranolol učinkovit u liječenju simptoma PTSP-a jer smanjuje emocionalnu reaktivnost na postojeću traumu uz zadržavanje sjećanja traume.

## U filmu
Jedan od najpoznatijih filmova napravljenih na temu anterogradne amnezije je film Memento u kojem glavni lik s tim oblikom amnezije pokušava stvoriti pamćenje događaja nakon njezinog nastupanja tako da vodi bilješke, snima fotografije i tetovira podatke.